# 尾叶青藤
尾叶青藤（学名：Illigera pseudoparviflora）为莲叶桐科青藤属下的一个种。